# صومعه کلسو
صومعه کلسو (انگلیسی: Kelso Abbey) ویرانه‌های یک صومعه اسکاتلندی است که در کلسو در شهرستان اسکاتیش بوردرز اسکاتلند قرار دارد. این صومعه را ابتدا راهبان فرانسوی فرقهٔ تیرون در قرن دوازدهم تأسیس کردند و بعدها در زمان حکومت الکسندر یکم اسکاتلند به اسکاتلند منتقل شد. مکان آن در محل تلاقی رودهای توئید و
تویوت قرار دارد و زمانی شهرک سلطنتی راکسبرا بوده‌است. کلسو بعدها به قدرتمندترین مرکز رهبانیت در اسکاتیش بوردرز تبدیل شد. امروزه تنها بخش‌های باقی‌مانده از آن برج غربی و بخشی از شفاخانهٔ آن است، ولی با این حال این بنا به شکل کامل کاوش نشده است. معماری این اثر در شیوهٔ معماری رمانسک است.